# Гетман (фильм 2015)
«Гетман » (укр. Гетьман) — украинский исторический фильм режиссёра Валерия Ямбурского рассказывающий о трагической любви Богдана Хмељницкого к молодой польке Гелене Чаплинской. Премьера на Украине состоялась 29 октября 2015 

## Сюжет
Когда Даниэль Чаплинский напал на хутор Богдана Хмельницкого в Суботове, похитил его жену и побил его малолетнего сына Тимоша, украинские казаки под предводительством Богдана начинают свое восстание.

## В ролях
- Константин Линартович — Богдан Хмельницкий
- Фатима Горбенко — Гелена Чаплинская
- Сергей Калантай — Даниэль Чаплинский
- Станислав Лозовский —Тиміош Хмельницкий, сын Богдана
- Михаил Голубович — Іслям III Герай, крымскотатарский хан
- Дмитрий Линартович — Тугай-Бей, крымскотатарський полководец
- Владислав Мамчур — Тэдди, польский шпион
- Владислав Ямбурский — Пётр Дорошенко

## Критика
Ряд украинских критиков плохо отозвался о картине отмечая "ужасный польский" некоторых персонажей.

## Награды
В 2016 фильм получил премию в номинации «Лучший игровой фильм-2015».